# Песок (Тавенгский сельсовет)
Песок — деревня в Вожегодском районе Вологодской области.
Входит в состав Тигинского сельского поселения (с 1 января 2006 года по 9 апреля 2009 года входила в Тавенгское сельское поселение), с точки зрения административно-территориального деления — в Тавенгский сельсовет.
Расстояние до районного центра Вожеги по автодороге — 50 км, до центра муниципального образования Гридино по прямой — 23 км. Ближайшие населённые пункты — Поздеевская, Заберезник, Корякинская, Гришковская, Шибаевская.
По переписи 2002 года население — 16 человек.